# Ennio Pistoi

Ennio Pistoi

Ennio Pistoi (Roma, 20 maggio 1920 – Torino, 5 febbraio 2009) è stato un partigiano e antifascista italiano.

## Biografia
Ennio Pistoi nasce a Roma il 20 maggio 1920 da famiglia di origini toscane.
Si trasferisce, con il padre Silvio, ferroviere, la madre Concetta e i fratelli Luciano Pistoi e Mario Pistoi, a Torino nel 1927. È stato ufficiale di complemento a Trieste e poi in Croazia. Nel settembre del 1942 parte per la Russia. Sopravvissuto alla ritirata del Don viene rimpatriato il 15 giugno 1943. Dopo l'8 settembre partecipa all'organizzazione della prima formazione partigiana "Valle di Lanzo".
Rientrato a Torino in una formazione autonoma, il 19 settembre 1944, con altri quattro uomini, libera, senza spargimento di sangue, dal Carcere Militare di via Ormea, più di 100 detenuti destinati alla deportazione in Germania.
La sua attività nella Resistenza continua all'interno del SIMNI (Servizio Informazioni Militari del Nord Italia) con incarichi di comando occupandosi principalmente della rete informativa clandestina radiofonica.
Viene arrestato tre volte. La prima subito dopo il "colpo" al Carcere Militare e resta al quarto braccio del carcere Le Nuove di Torino, destinato ai prigionieri politici, fino al 25 dicembre 1944. Tre giorni dopo viene catturato dalla Xª MAS e trattenuto alla caserma Monte Grappa fino al 14 gennaio 1945. L'8 aprile è arrestato dalle SS tedesche e condotto nel famigerato primo braccio de Le Nuove. Scampato fortunosamente alla fucilazione, esce il 27 aprile. 
Dopo la guerra è segretario torinese e poi provinciale della Democrazia Cristiana. Si ritira dalla politica verso la fine degli anni cinquanta, dedicandosi alla famiglia e al lavoro. Trascorre 25 anni alla Bertello di Borgo San Dalmazzo, contribuendo allo sviluppo dell'azienda come direttore commerciale.
Negli ultimi anni di vita è presidente del Centro Studi Giorgio Catti e della Associazione Partigiani Cristiani, sezione provinciale di Torino, dedicandosi in particolare ai più giovani, incontrandoli nelle scuole e nei luoghi della memoria per testimoniare i valori ideali della Resistenza.
I suoi racconti di vita vissuta nella Resistenza sono stati raccolti nel volume Nonno Ennio racconta - perché parlare di resistenza ai giovani, edito da L'Arciere nel 1997.
Muore il 5 febbraio 2009.

## Riconoscimenti
- È decorato con medaglia di bronzo al Valor Militare.
- Il 25 aprile 2003 il Comune di Borgo San Dalmazzo gli conferisce la cittadinanza onoraria.
- Il 18 settembre 2015 la Città di Torino gli dedica una targa commemorativa in via Ormea, dove c'era il carcere dal quale liberò coi suoi compagni tutti i prigionieri[2].